# Ткачик гігантський
Тка́чик гігантський (Ploceus grandis) — вид горобцеподібних птахів ткачикових (Ploceidae). Ендемік Сан-Томе і Принсіпі.

## Опис
Довжина птаха становить 22 см, вага 62-65 г. У самців голова і горло чорні або чорно-бурі, потилиця. шия і груди каштанові аобо рудувато-коричневі, нижня частина тіла золотисто-жовта, крила жовтуваті, поцяткована світор-коричневими смугами, хвіст коричнюватий, Очі жовті.

## Поширення і екологія
Гігантські ткачики є ендеміками острова Сан-Томе. Вони живуть у вологих рівнинних і гірських тропічних лісах, в саванах, на полях і плантаціях. Живляться плодами і безхребетними. Сезон розмноження триває в грудні-січні. Гігантські ткачики є моногамними, гніздяться парами. На відміну від інших ткачиків, гігантські ткачики здатні лазити по деревах, як підкоришники або повзики.

## Збереження
МСОП класифікує стан збереження цього виду як близький до загрозливого. За оцінками дослідників, популяція гігантських ткачиків становить від 2500 до 10000 птахів. Їм загрожує знищення природного середовища, а також хижацтво з боку інтродукованих хижаків, зокрема котів, щурів, цивет і мавп.